# زيد بن أسلم
زيد بن أسلم (المتوفي سنة 136 هـ) تابعي وفقيه مدني، وأحد رواة الحديث النبوي.

## سيرته
كان زيد بن أسلم من فقهاء المدينة المنورة، وأبوه هو أسلم مولى عمر بن الخطاب، فتربّى في كنف البيت العُمري، ونُسب إليهم، وفيه أخذ العلم عن أبيه وعن عبد الله بن عمر بن الخطاب، كما أدرك عدد من الصحابة، وكبار التابعين، وأخذ العلم عنهم. وكُنّية زيد أبو عبد الله، وقيل أبو أسامة. وكان له حلقة للعلم في المسجد النبوي قال عنها أبو حازم الأعرج: «لقد رأيتنا في مجلس زيد بن أسلم أربعين فقيها أدنى خصلة فينا التواسي بما في أيدينا، وما رأيت في مجلسه متماريين ولا متنازعين في حديث لا ينفعنا». وكان لزيد تفسير للقرآن الكريم رواه عنه ابنه عبد الرحمن، وله في مسند حديثه أكثر من 200 حديث نبوي.
وقد ذكر الذهبي أن أحد أبناء زيد بن أسلم أرّخ وفاة أبيه في ذي الحجة سنة 136 هـ، بينما نقل ابن سعد عن الواقدي أن وفاته كانت سنة 143 هـ.

## روايته للحديث النبوي
- روى عن: والده أسلم مولى عمر وعبد الله بن عمر بن الخطاب وجابر بن عبد الله وسلمة بن الأكوع وأنس بن مالك وعطاء بن يسار وعلي بن الحسين وسعيد بن المسيب[1] وعبد الرحمن بن أبي سعيد الخدري[2] وإبراهيم بن عبد الله بن حنين وبشر بن سعيد وبشر بن محجن وحمران بن أبان وأخيه خالد بن أسلم وذكوان أبي صالح السمان وربيعة بن عباد الديلي وسنان بن أبي سنان الديلي وعاصم بن عمر بن قتادة وعبد الله بن أبي بن قتادة وعبد الرحمن بن بجيد الأنصاري وعبد الرحمن بن هرمز الأعرج وعبد الرحمن بن وعلة وعبيد بن جريج وعمرو بن رافع مولى عمر بن الخطاب وعمرو بن معاذ الأشهلي وعياض بن عبد الله بن سعد بن أبي سرح والقعقاع بن حكيم ومحمد بن المنكدر ومعاذ بن عبد الله بن خبيب وواقد بن أبي واقد الليثي ويزيد بن نعيم بن هزال الأسلمي وأبي هريرة وعائشة بنت أبي بكر وأم الدرداء الصغرى.[3]
- روى عنه: مالك بن أنس وسفيان الثوري وعبد الرحمن الأوزاعي وهشام بن سعد وسفيان بن عيينة وعبد العزيز بن محمد الدراوردي وأولاده أسامة بن زيد بن أسلم وعبد الله بن زيد بن أسلم وعبد الرحمن بن زيد بن أسلم[1][4] وإسماعيل بن عياش وأيوب السختياني وجرير بن حازم والحارث بن يعقوب وحفص بن ميسرة الصنعاني وخارجة بن مصعب الخراساني وداود بن قيس الفراء وروح بن القاسم وزهير بن محمد العنبري وزياد بن سعد والسري بن يحيى الشيباني وسعيد بن عبد العزيز التنوخي وسعيد بن أبي هلال وسليمان بن بلال والصقعب بن زهير والضحاك بن شرحبيل والضحاك بن عثمان الحزامي وعبد الله بن جعفر المديني وعبد الله بن زياد بن سمعان وأبو أيوب عبد الله بن علي الأفريقي وعبد الله بن عمر العمري وعبد الرحمن بن عبد الله بن دينار وعبد العزيز بن أبي حازم وعبد العزيز بن عبد الله بن أبي سلمة الماجشون وعبد الملك بن جريج وعبيد الله بن أبي جعفر وعبيد الله بن عمر العمري والعطاف بن خالد المخزومي وعمر بن محمد بن زيد العمري وعيسى بن عبد الرحمن بن فروة الزرقي ومبشر بن عبيد ومحمد بن إسحاق بن يسار ومحمد بن جعفر بن أبي كثير ومحمد بن أبي حميد المدني ومحمد بن عبيد الله بن أبي رافع ومحمد بن عجلان وابن شهاب الزهري وأبو غسان محمد بن مطرف المدني ومسلم بن خالد الزنجي ومعمر بن راشد وموسى بن عبيدة الربذي وهمام بن يحيى وورقاء بن عمر اليشكري ويحيى بن سعيد الأنصاري وأبو زكير يحيى بن محمد بن قيس المدني ويزيد بن عبد الله بن الهاد ويعقوب بن عبد الرحمن الإسكندراني.[3]
- الجرح والتعديل: قال أبو حازم الأعرج وكان من تلاميذ زيد: «لا أراني الله يوم زيد بن أسلم، إنه لم يبق أحد أرضى لديني ونفسي منه. فأتاه نعي زيد بن أسلم، فعقر فما شهده فيمن شهد». وقال البخاري: «كان علي بن الحسين يجلس إلى زيد بن أسلم، فكُلِّمَ في ذلك، فقال: «إنما يجلس الرجل إلى من ينفعه في دينه»».[1] وقال محمد بن عجلان: «ما هبت أحدًا قط هيبتي زيد بن أسلم»، وفيه قال يعقوب بن شيبة: «ثقة من أهل الفقه والعلم، وكان عالما بتفسير القرآن له كتاب فيه تفسير القرآن».[3] ونقل ابن سعد عن شيخه الواقدي أن زيد بن أسلم: «كان ثقة كثير الحديث»،[2] وكذلك عدّه أحمد بن حنبل وأبو زرعة وأبو حاتم الرازي والنسائي وابن خراش من الثقات. وقد روى له الجماعة.[3]